# Iota Persei
Iota Persei (ι Per / HD 19373 / HR 937 / GJ 124) es una estrella en la constelación de Perseo que se encuentra a 34,4 años luz del sistema solar. Su magnitud aparente es +4,05.
Iota Persei es una enana amarilla de tipo espectral G0V con una temperatura efectiva de 5945 K, ligeramente superior a la de nuestro Sol.
Con una masa un 16% mayor que la del Sol, su diámetro es un 51% más grande que el diámetro solar.
Posee una luminosidad 2,2 veces más alta que la luminosidad solar.
Su velocidad de rotación proyectada es de 3,15 km/s y no muestra actividad cromosférica.
Tiene una edad estimada de 3800 ± 900 millones de años, algo inferior a los 4600 millones de años de edad del Sol.
Su metalicidad —abundancia relativa de elementos más pesados que el helio— es superior a la solar en un 30-40%.
Distintos elementos evaluados muestran niveles algo mayores que en el Sol; únicamente el zirconio presenta una abundancia relativa prácticamente igual que en nuestra estrella.
Con gran cantidad de helio en su núcleo, se piensa que está próxima su evolución hacia una estrella subgigante.
Iota Persei se halla entre los objetivos prioritarios del Proyecto Darwin y del Terrestrial Planet Finder (TPF) para la búsqueda de planetas terrestres que puedan albergar vida. Aunque se ha realizado una búsqueda exhaustiva de planetas en torno a Iota Persei, hasta el momento los resultados han sido negativos.